# Ar-Ramtha
Ar-Ramtha, auch Ramtha geschrieben (arabisch الرمثا, DMG ar-Ramṯā), ist eine Stadt in Jordanien und zweitgrößte Stadt des Gouvernement Irbid. Sie hatte im Jahr 2015 eine Bevölkerung von 155.693 Einwohnern und bildet damit die zweitgrößte Stadt des Gouvernement.

## Geografie
Ar-Ramtha befindet sich im Gouvernement Irbid im Norden Jordaniens. Der Ort befindet sich in unmittelbarer Nähe der Grenze mit Syrien und bildet eine Grenzstadt. Die Stadt befindet sich ca. 18 Kilometer von Irbid entfernt. Nach Amman sind es knapp 90 Kilometer.

## Geschichte
Besiedlungsspuren bezeugen, dass das Gebiet mindestens seit der Bronzezeit von Menschen besiedelt ist. Die Stadt wird mit dem biblischen Ramot-Gilead in Verbindung gebracht, wobei die genau Identität und Standort des Ortes nicht geklärt ist. In der Zeit der Römer und später unter der Herrschaft der Osmanen war Ar-Ramtha eine bedeutende Handelsstadt.
Als Grenzstadt war Ar-Ramtha stark vom Bürgerkrieg im Nachbarland Syrien ab 2011 betroffen. Die Stadt hat knapp 95.000 Flüchtlinge aus Syrien aufgenommen, wodurch sich die Einwohnerzahl verdoppelt hat.

## Demografie
Die Einwohnerzahl ist in den letzten Jahren deutlich angestiegen.
| Jahr          | Einwohnerzahl |
| ------------- | ------------- |
| 1994 (Zensus) | 50.022        |
| 2004 (Zensus) | 71.433        |
| 2015 (Zensus) | 155.693       |

## Bildung
Die Stadt beherbergt die Jordanische Universität für Wissenschaft und Technologie, zu der auch eine große Universitätsklinik gehört, welche für die medizinische Versorgung in der Region bedeutend ist. An der Universität, die zu den renommiertesten des Landes gehört, studierten 2020 knapp 25.000 Studenten.

## Sport
Der lokale Fußballklub Al-Ramtha SC spielte 2021 in der Jordan League. Ein weiterer Fußballklub ist Ittihad Ar-Ramtha.

## Stadtkooperationen
2022 begann ar-Ramtha eine Kooperation mit der deutschen Stadt Augsburg im Bereich der Abfallwirtschaft.